# Octopicola superbus
Octopicola superbus är en kräftdjursart som beskrevs av Humes 1957. Octopicola superbus ingår i släktet Octopicola och familjen Octopicolidae.

## Underarter
Arten delas in i följande underarter:
- O. s. antillensis
- O. s. superbus